# 天主教帕拉卡图教区

Regional CNBB Leste 2.

天主教帕拉卡圖教區（拉丁語：Dioecesis Paracatuensis），是巴西一個天主教教區，位於米納斯吉拉斯州西北部，屬蒙蒂斯克拉鲁斯總教區。
教區前身是一個自治監督區，成立於1929年3月1日，1962年4月14日升為教區。
2004年有教友234,000人，佔總人口78.0%。有十六個堂區、司鐸卅一人。現任教區主教為喬治·歐維士·貝澤拉。